# Bernardo O'Higgins
Bernardo O'Higgins Riquelme (Chillán, 20 de agosto de 1778 — Lima, 24 de outubro de 1842) foi um militar e estadista chileno e uma das figuras militares fundamentais do movimento de Independência do país. Considerado o "Pai da Pátria", foi também o primeiro chefe de Estado do Chile independente, sob o título de Diretor Supremo, entre 1817 e 1823, quando renunciou voluntariamente ao cargo para evitar uma guerra civil, exilando-se no Peru até a sua morte.

## Biografia

### Juventude
Bernardo O’Higgins, um membro da família O’Higgins, nasceu em Chillán, no Chile em 1778, filho ilegítimo de Ambrosio O'Higgins, 1° Marquês de Osorno, um oficial espanhol nascido em County Sligo, Irlanda, que veio a ser governador da Capitania do Chile e depois Vice-Rei do Peru. Sua mãe, Isabel Riquelme, era filha de um dos líderes regionais, Dom Simón Riquelme y Goycelea, um membro do cabildo (governo municipal) de Chillán. 

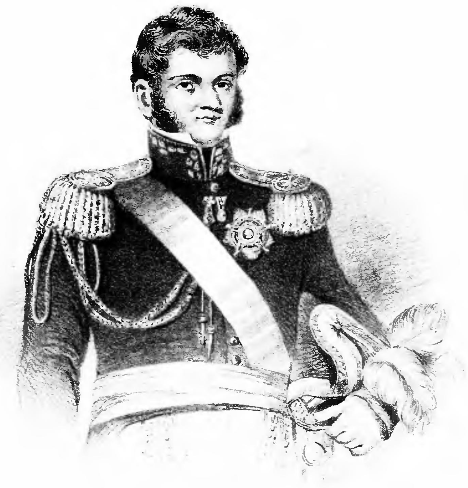
Retrato de O'Higgins, em A História do Chile

Bernardo O’Higgins passou o começo da sua infância com a sua família materna na região centro-sul do Chile e depois foi morar com a família Albano, parceiros comerciais do seu pai, em Talca. Aos 15 anos, foi enviado para Lima por seu pai, com que mantinha um relacionamento distante. Ambrosio O’Higgins nunca encontrou seu filho pessoalmente, mas o ajudava financeiramente e se preocupava com a sua educação. Quando Bernardo O'Higgins nasceu, seu pai era só um oficial de baixa patente na hierarquia militar. Quando seu filho Bernardo tinha dois anos, Isabel Riquelme casou-se com Dom Félix Rodríguez, um amigo de Ambrosio O'Higgins. Bernardo O’Higgins usaria somente o sobrenome materno (Riquelme) até o falecimento de seu pai.
O pai de Bernardo O’Higgins continuou a sua ascensão profissional e se tornou Vice-rei do Peru. Aos dezessete anos, Bernardo O’Higgins foi mandado para Londres para terminar os seus estudos. Lá estudaria história e artes. Bernardo O’Higgins se atualizou sobre os ideais de independência americanos e desenvolveu um forte orgulho nacionalista. Ele conheceu Francisco de Miranda, um idealista venezuelano que defendia ideais independentistas e se juntou à Loja Maçônica Lautaro, fundada por este, com o objetivo de tornar a América Latina Independente.
Em 1798, quando seus planos de retorno às Américas foram atrasados pela Revolução Francesa e suas guerras, foi para a Espanha. Seu pai morreu em 1801, deixando para O’Higgins uma grande propriedade, a Hacienda Las Canteras, perto da cidade chilena de Los Ángeles. O’Higgins retornou ao Chile em 1802, passou a usar o sobrenome paterno e começou a sua vida como dono de fazendas.
Já em 1803, O’Higgins foi convidado pelo comandante Del Río para assumir o lugar de Ambrosio O’Higgins no Parlamento de Negrete, conselho formado pela oligarquia local e os caciques Mapuches para manter a harmonia entre colonos e indígenas.
Em 1806, foi indicado para ser o alcaide de Laja no cabildo de Chillán em função das suas alianças políticas e apelo popular. Em 1808, Napoleão Bonaparte assume o controle da Espanha e desencadeia uma série de eventos nas colônias da América do Sul. No Chile, a elite político-econômica decide formar um governo autônomo para comandar a Capitania em nome do rei Fernando VII. Esse foi o primeiro de muitos passos em direção à independência chilena na qual O’Higgins desempenharia um papel de liderança. 

### Independência do Chile
Em 18 de Setembro de 1810, O’Higgins se juntou ao movimento que respondia localmente à ocupação do território espanhol pelas tropas napoleônicas. A liderança criolla no Chile não reconhecia o governo de José Bonaparte na Espanha e um governo autônomo chamado Junta de Governo do Chile foi criado com o objetivo de restabelecer o governo espanhol legítimo, o reinado de Fernando VII. Atualmente essa data é reconhecida como o dia da Independência do Chile. O’Higgins era um amigo próximo de Juan Martínez de Rozas, um velho amigo de seu pai, e um dos líderes mais radicais do movimento. O'Higgins recomendou que se criasse um congresso nacional e foi eleito, em 1811, para representar o distrito de Laja no Congresso Nacional. As tensões entre as facções que defendiam a lealdade à Coroa Espanhola e o movimento pró-independência, ao qual O'Higgins era filiado, continuavam a crescer. 
O exército contrário à monarquia espanhola estava dividido entre valores patronais e personalistas, ideologias políticas e até pela geografia (entre as rivalidades regionais que separavam os grupos de Santiago e Concepción). A família Carrera já tinha participado de outros combates e apoiava um tipo específico de nacionalismo chileno oposto ao defendido pela Loja Lautaro, com foco latino-americano, composto também por O’Higgins e o argentino José de San Martín. José Miguel Carrera, líder mais famoso da família Carrera, mantinha sua base militar em Santiago, enquanto Rozas e depois O’Higgins assentavam praça em Concepción.

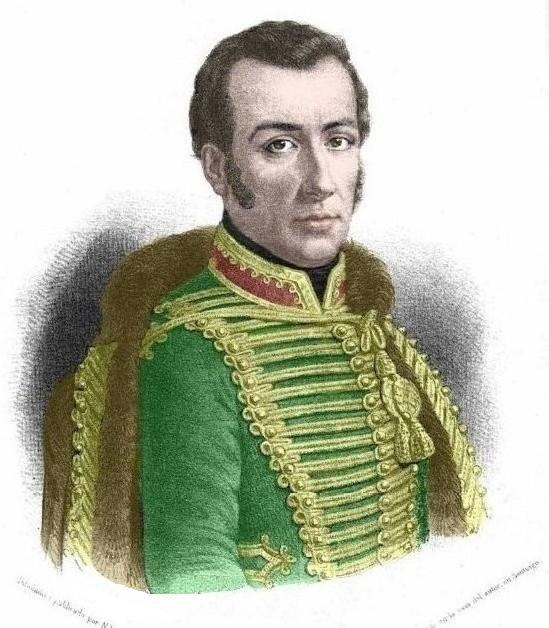
José Miguel Carrera, desafeto de O'Higgins

Como resultado, O’Higgins se encontrou, desde muito cedo, participando cada vez mais de uma competição política e militar com Carrera. Todavia O’Higgins não era tão proeminente quanto o seu rival. Rozas designou O’Higgins para uma posição menor da hierarquia militar em 1812, possivelmente em função das suas origens ilegítimas, saúde frágil e pouco treinamento militar. Muito do conhecimento militar de O’Higgins foi aprendido com Juan Mackenna, um imigrante irlandês que era cliente do pai daquele que o ensinou principalmente sobre os usos da cavalaria. Em 1813, quando o Vice-Rei do Peru José Fernando de Abascal y Sousa fez o primeiro esforço para reconquistar o Chile – com as tropas comandadas pelo Brigadeiro Antonio Pareja – Carrera, um conhecido líder nacional e o comandante em exercício do exército, era de longe o mais preparado entre as duas figuras, e a escolha natural para liderar a resistência militar.
O’Higgins tinha se retirado do exército e estava de volta ao seu estado em Laja quando recebeu as notícias sobre a invasão. O’Higgins mobilizou a sua milícia local e marchou para Concepción, em seguida para Talca, onde se encontraria com Carrera, que lideraria o novo exército. Carrera mandou O’Higgins para enfrentar as tropas lealistas do Vice-Rei Abascal em Linares, onde a vitória o faria ser promovido a Coronel. Em seguida, o fracasso no Cerco de Chillan, onde O’Higgins demonstrou coragem, mas nada muito espetacular. Todavia, por ser o oficial responsável pela tropa, Carrera levou a maior parte da culpa pela derrota, que o fez perder prestígio frente a Junta quando retornaram a Santiago. O’Higgins continuou a lutar bravamente contra as tropas lealistas e a coragem demonstrada o fazia ser cada vez mais famoso.
Mesmo ferido, O’Higgins perseguiu as tropas lealistas no campo de batalha. A Junta em Santiago tirou o comando da tropa de Carrera, por ter recuado durante a batalha, e o deu a O’Higgins, que nomeou Juan Mackenna comandante geral. Carrera foi capturado por forças lealistas e, na sua ausência, O’Higgins assinou o Tratado de Lircay, que estabelecia uma trégua na guerra. Uma vez que foi solto, em 1814, Carrera se opôs a O’Higgins e ao tratado, derrubando a Junta em um golpe e enviando Mackenna para o exílio.
O'Higgins mudou o seu foco para Carrera e as suas forças se encontraram na batalha de Las Tres Acequias, onde Luis Carrera impôs uma derrota modesta a O’Higgins. Os outros conflitos foram adiados em função das notícias que anunciavam que os lealistas tinha decidido ignorar o tratado de paz e as tropas comandadas pelo general Mariano Osorio ameaçavam Concepción. O’Higgins e Carrera decidiram reunir o exército para enfrentar a ameaça que lhes era comum. Carrera planejava atrair os soldados do Vice-Rei para Angostura del Paine, enquanto O’Higgins preferia a cidade de Rancagua. Eles decidiram se posicionar em Angostura del Paine, onde um desfiladeiro forma um estrangulamento facilmente defendido. Mas, na última hora, O’Higgins reiniu as forças patriotas na praça principal de Rancagua. Carrera não chegou com os reforços e O’Higgins e suas tropas foram rendidos em outubro. Depois de um dia inteiro de combate, o comandante lealista, Mariano Osorio, foi o vencedor, mas O’Higgins conseguiu fugir com alguns de seus homens.

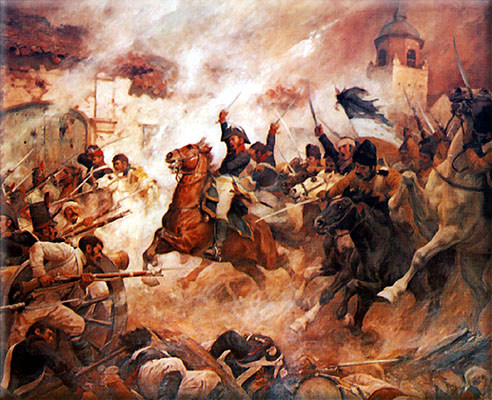
O’Higgins lidera a fuga da Batalha de Rancagua

Como Carrera e os outros patriotas, O’Higgins fugiu para a Argentina com os outros sobreviventes, onde ficaram por três anos enquanto os monarquistas estavam no controle. Mackenna, que ainda era um aliado chave, foi morto por Luis Carrera em um duelo, em 1818, aprofundando a disputa em curso.

### O’Higgins como Diretor Supremo do Chile
Durante o exílio, O’Higgins encontrou o General argentino José de San Martín, um companheiro membro da Loja Lautaro, e juntos retornaram ao Chile, em 1817, para derrotar os lealistas. Inicialmente a campanha foi bem com os dois comandantes alcançando a vitória na Batalha de Chacabuco. San Martín enviou suas tropas para o vale durante a madrugada para que atacassem ao amanhecer do dia 11 de fevereiro. Quando o ataque começou, suas tropas estavam mais perto dos lealistas do que se esperava, então lutaram de maneira heroica. Existe muita discussão e dúvidas sobre a maneira como se deu a real participação dos esquadrões de San Martín, O’Higgins e Soler nessa batalha.
A batalha se estendeu pela tarde e a sorte sorriu para os patriotas quando Soler tomou um ponto estratégico da artilharia lealista. A opção para estes foi adotar uma posição defensiva. O’Higgins e Soler cercaram as tropas lealistas e seus homens as superaram quando essas tentaram reagir. Quinhentos soldados lealistas foram mortos e outros seiscentos foram capturados. As tropas patriotas perderam doze homens em batalha e mais cento e vinte morreram pelos ferimentos.
A segunda batalha de Cancha Rayada, em 1818, foi uma vitória para os monarquistas, no entanto foi na Batalha de Maipú que a vitória foi finalmente assegurada. Ofereceram a San Martín uma posição de poder no Chile recém-liberto, mas ele rejeitou porque queria continuar as lutas de independência no resto da América do Sul. O’Higgins aceitou o posto e tornou-se o líder do Chile independente. Ele recebeu os poderes ditatoriais como Diretor Supremo em 16 de fevereiro de 1817. Em 12 de fevereiro de 1818, o Chile se proclamou uma república independente.

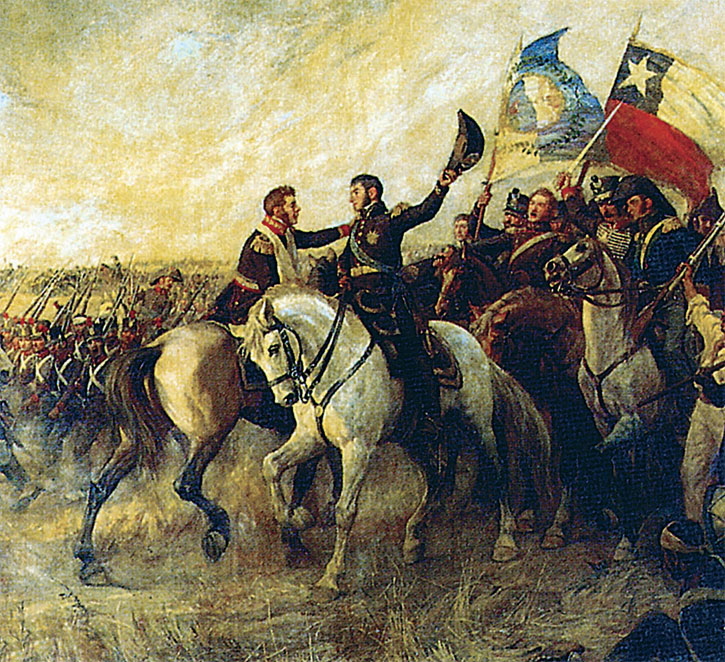
Abraço de Maipú

Durante a guerra contra os lealistas, O’Higgins travou uma disputa contra José Miguel Carrera. Depois do exílio, Carrera encontrou pouco apoio vindo de San Martín, que era um aliado político de O’Higgins. Carrera foi preso para impedir o seu envolvimento em assuntos de interesse chileno; depois da sua fuga, ele acabou no lado vencedor da Guerra Federal argentina, ajudando a derrotar o grupo que apoiava San Martín em 1820.
Carrera foi preso enquanto marchava para o Sul para atacar O’Higgins, o governador do Chile, e foi executado sob circunstâncias duvidosas em 1821; seus dois irmãos tinham sido mortos pelas forças lealistas nas guerras anteriores, então um conflito que tinha se prolongado muito chegou ao fim. Até hoje existem dúvidas sobre a real contribuição destes personagens para a independência chilena, mas a omissão de O’Higgins sobre a sua execução gerou dúvidas sobre a legitimidade do seu governo.
Por seis anos, O’Higgins foi um líder bem-sucedido e o seu governo funcionou bem. Ele fundou mercados, tribunais, escolas, bibliotecas, hospitais e cemitérios e fez investimentos na agricultura. Em 1817, fundou a Academia Militar Chilena com o objetivo de profissionalizar as forças armadas. Tinha a consciência de que suas vitórias não serviriam para nada se não viesse a defender os seus mares. Então fundou a Marinha Chilena, sob o comando do irlandês Lord Thomas Cochrane, 10º Conde de Dundonald. O’Higgins desejava utilizar suas tropas para dar suporte ao projeto de independência da América de San Martín, então as enviou para o Peru.
Nesse meio tempo, O’Higgins começou a alienar grupos políticos importantes na ainda frágil nação chilena. O’Higgins propunha reformas liberais radicais que estabeleciam a democracia e o fim dos títulos de nobreza, que ainda eram mantidos pela oligarquia rural. Ele desentendeu-se também com a Igreja Católica – mais especificamente com o Bispo de Santiago, Jose Rodriguez Zorrilla. Tendo se distanciado da aristocracia e da Igreja, ele perdeu também o apoio da burguesia comercial, seus últimos aliados poderosos no país. O governo faliu, obrigando O’Higgins a enviar Antonio Jose de Irisarri ao Reino Unido para negociar a dívida de £1 milhão enquanto um enorme terremoto na região central do Chile adicionava dificuldades para o governante.

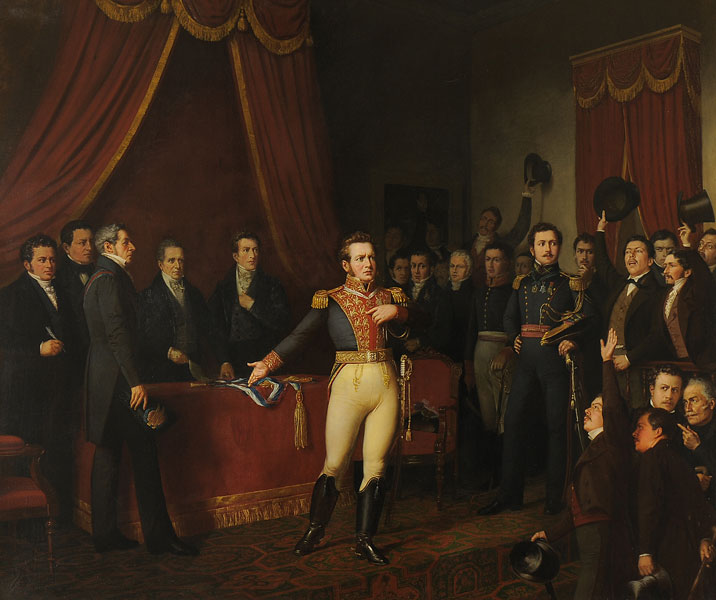
Abdicação de Bernardo O'Higgins.

Em 1822, O’Higgins estabeleceu uma nova constituição controversa que muitos consideraram como uma tentativa desesperada de se manter no Poder. As mortes de alguns políticos rivais, como Carrera e Manuel Rodríguez, voltaram para atormentá-lo e alguns o acusavam de abuso do poder estatal. As províncias passaram a vê-lo como excessivamente centralizador.

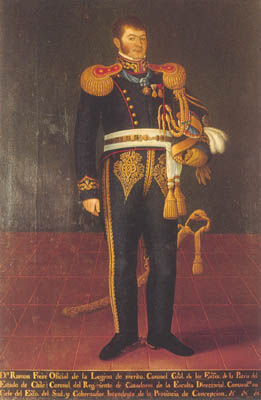
Ramon Freire, amigo de Bernardo O'Higgins e aquele que viria a destituí-lo.

O’Higgins foi deposto por um golpe conservador em 28 de janeiro de 1823. O novo diretor do Chile, Ramón Freire, havia sido um grande aliado de O’Higgins e se virou contra ele nos anos anteriores. Freire foi comandado por O‘Higgins na Batalha de Maipú, foi promovido a coronel por seus serviços prestados à Independência e depois foi nomeado intendente de Concepcion. Sua amizade com O’Higgins vinha se desgastando ao longo dos anos, mas os dois nunca se viram em lados opostos de um conflito armado. O’Higgins renunciou ao posto de Diretor Supremo e foi nomeado governador de Concepción, mas não durou muito tempo. Era chegada a hora de deixar o Chile mais uma vez.

### O Exílio no Peru
Depois de ter sido deposto, O’Higgins, sua mãe, sua meia-irmã, dois índios mapuches e o seu filho, Pedro Demetrio, embarcaram do porto de Valparaíso em 17 julho de 1823 na fragata britânica Fly para nunca mais retornar ao Chile. O destino original era a República da Irlanda, mas ele foi encorajado por Simón Bolívar a se juntar ao movimento independentista peruano enquanto passava por lá.
O’Higgins viajou para se juntar ao exército de Simón Bolivar no final das guerras de libertação do Peru. Mas ao descobrir que Bolívar não tinha intenções de lhe dar nenhuma posição de comando frente aos soldados, tomou seu caminho de volta para Lima. Ao ouvir que Bolívar tinha sido vitorioso na Batalha de Ayacucho, retornou para as celebrações, mas só como um civil. Ele dizia que a sua missão militar na América tinha chegado ao fim depois de Ayacucho, então ele seria só mais um civil.
Em 1840, O’Higgins escreveu aos seus amigos chilenos para tratar sobre algumas questões que o preocupavam sobre a unificação nacional. Bernardo O’Higgins se preocupava com a situação das tribos indígenas, em especial os mapuches, e a sua integração tardia ou por demais lenta à civilização e à fé católica. Era motivo de sua preocupação também a expansão das fronteiras em direção ao sul do continente americano, então os aconselhava a tomar medidas que visassem a demonstração da soberania chilena na região do Estreito de Magalhães e do Cabo Horn.
Em 1842, o Congresso Nacional do Chile permitiu que O’Higgins retornasse ao país e restabeleceu seu título na hierarquia militar. Depois de viajar para Callao, onde embarcaria para o Chile, O’Higgins foi acometido por problemas cardíacos e ficou fraco demais para viajar. Por ordens médicas retornou a Lima, onde viria a falecer no dia 24 de outubro de 1842 aos 64 anos.

#### Legado
Depois de sua morte, foi sepultado no Peru, sendo repatriado pelo Chile em 1869. O’Higgins desejava ser enterrado em Concepción, mas isso nunca aconteceu. Por muito tempo seus restos mortais ficaram em um túmulo de mármore no Cemitério de Santiago, até que Augusto Pinochet os transferiu para o Altar da Pátria, em 1979. Em 2004, seu corpo foi guardado na Escola Militar Chilena enquanto a Praça da Cidadania era construída, até ser sepultado, por fim, na Cripta do Libertador.
Atualmente, O’Higgins é muito comemorado no Chile e outros lugares. Uma das regiões administrativas chilenas é chamada Libertador General Bernardo O’Higgins em sua homenagem, assim como outros lugares como a Villa O’Higgins. Na capital, Santiago, existe a importante Avenida Libertador General Bernardo O’Higgins. No Peru há um parque e uma rua nomeadas em sua homenagem.
Há um busto de O’Higgins em Londres, na Praça O’Higgins no bairro de Richmond. Anualmente o prefeito da cidade e a Embaixada Chilena se reúnem em uma cerimônia para homenageá-lo. Uma placa foi erigida na casa em que O’Higgins morava enquanto estudava na Inglaterra. Há uma praça em sua homenagem na Merrion Square em Dublin e uma escultura perto da Plaza Iberoamericana em Sydney. Em Buenos Aires, há uma grande estátua de O’Higgins na Praça República de Chile e vários locais que receberam seu nome. Uma placa foi erigida em Cádiz, na Espanha, onde O’Higgins morou por quatro anos. Em 2005 na Costa Rica, a Embaixada Chilena construiu uma estátua em homenagem “ao Libertador do Chile” no Parque Morazán. Uma estátua de O’Higgins na cidade de Concepción foi destruída pelos terremotos que atingiram o Chile em 2010.
Em 1949, o compositor americano Henry Cowell compôs uma ópera intitulada “O’Higgins do Chile”, mas nunca chegou a ser apresentada.
Em 1955, o time O'Higgins Fútbol Club foi fundado na cidade de Rancagua.

O prêmio chileno mais elevado que um estrangeiro pode receber foi nomeado em homenagem a Bernardo O’Higgins e a Marinha Chilena também tem nomeado vários barcos para lhe render honras. Até a base de pesquisas chilena na Antártica recebeu o nome de Base General Bernardo O’Higgins Riquelme, com o território reclamado pelo Chile sendo denominado “Terra de O’Higgins”. 